# Impossible Pictures
Impossible Pictures Ltd. es una compañía productora de televisión independiente del Reino Unido, fundada en 2002 por Tim Haines y Jasper James, conocidos sobre todo por haber sido los creadores de la serie televisiva documental Walking with Dinosaurs (1999).
A través de los años, Impossible Pictures ha producido desde series televisivas documentales como Walking with Dinosaurs (1999) hasta documentales dramáticos como Perfect Disaster y Prehistoric Park (ambas de 2006), pasando por dramas con elementos de documental (como por ejemplo Primeval, de 2007).

## Lista de producciones
Como parte de BBC
- Walking with Dinosaurs (1999)
- The Ballad Of Big Al (2000)
- Walking with Beasts (2001)
- The Lost World (2001)

Como compañía independiente
- Chased by Dinosaurs (2002)
- Sea Monsters (2003)
- The Legend of the Tamworth Two (2004)
- Space Odyssey: Voyage To The Planets (2004)
- T. rex - 100 Years in Pictures (2005)
- Story of One (2005)
- Walking with Monsters (2005)
- Pickles: The Dog who Won the World Cup (2005)
- Perfect Disaster (2006)
- Ocean Odyssey (2006)
- Prehistoric Park (2006)
- Primeval (2007 - 2010), Nuevos episodios emitidos en 2011
- Frankenstein (2007)
- Fearless Planet (2007)
- Ways to save the Planet (2007-2008)

Con Walt Disney Pictures
- The Planet of Monsters: Life Before the Dinosaurs (versión cinematográfica de Walking with Monsters)
- Dinosaur Journey (versión cinematográfica de Walking with Dinosaurs)
- Mammal Kingdom (versión cinematográfica de Walking with Beasts)

## Premios
BAFTAs
- Walking with Dinosaurs: 1999 por innovación
- Walking with Beasts: 2001 por mejoramiento de la comunicación lineal
- The Giant Claw: 2002 por efectos visuales

Emmys
- Walking with Dinosaurs: 1999-2000 por el destacado trabajo de animación
- The Ballad of Big Al: 2000-2001 por el destacado trabajo de animación
- Walking with Beasts: 2001-2002 por el destacado trabajo de animación
- Chased by Dinosaurs: 2002-2003 por el destacado trabajo de animación

RTSs
- Walking with Dinosaurs: 1999 por el equipo de trabajo
- Walking with Beasts Online: 2001 por multimedia primaria y secundaria e interactividad

TV and Radio industry awards
- Walking with Dinosaurs: 2000 por el documental del año

Wildscreens
- Sea Monsters: 2003 premio de animal planet international por programa popular
- The Giant Claw: 2004 premio de parthenon entertainment por innovación

Broadcast Film Critics Association Awards
- Walking with Dinosaurs: 2000 por programa novedoso

Peabodys
- Walking with Dinosaurs: 2000